# Quartieri Spagnoli

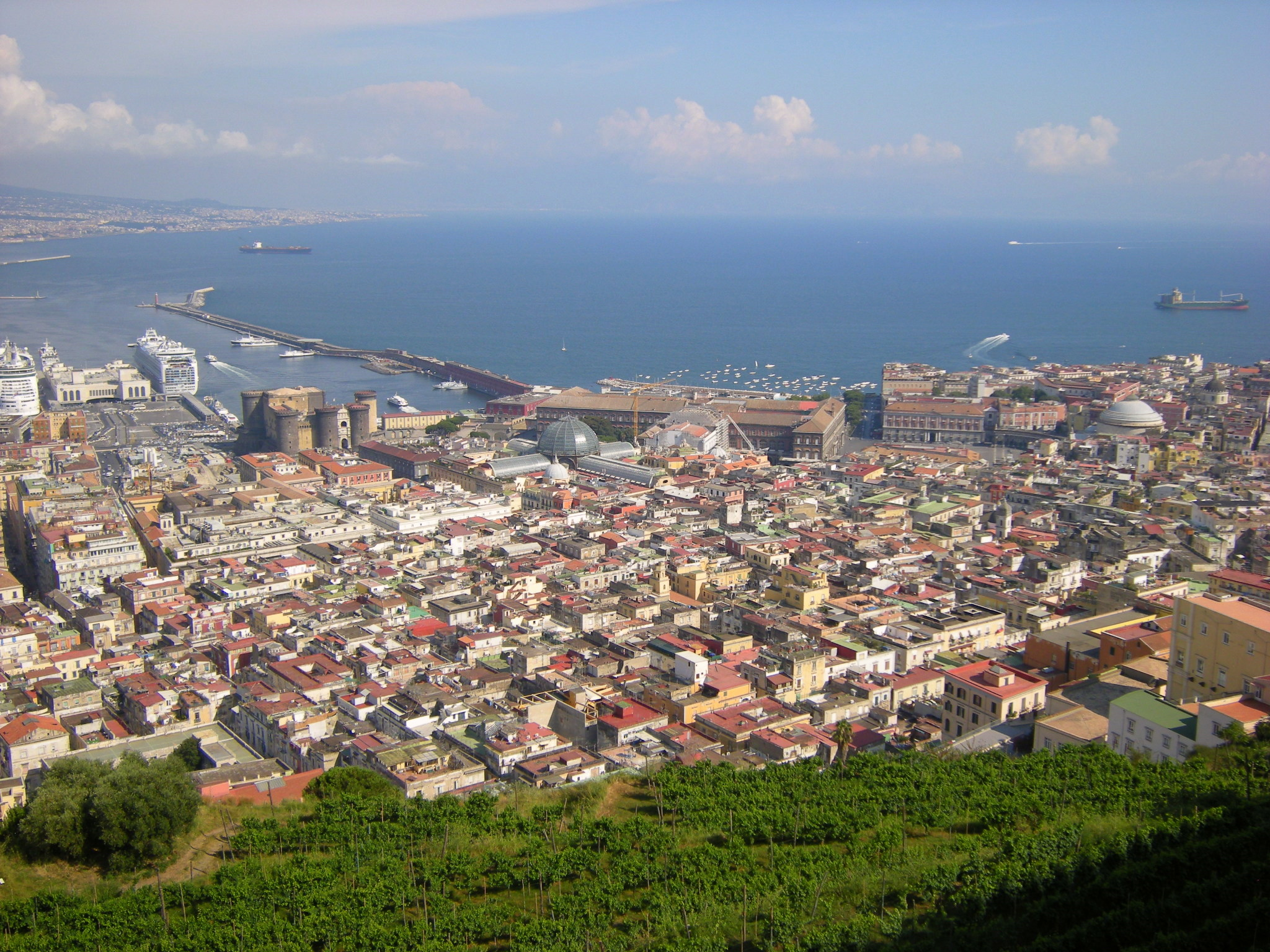
Los Quartieri Spagnoli vistos desde los jardines de la Cartuja de San Martino.

Los llamados Quartieri Spagnoli (con el significado literal de Cuarteles Españoles), están situados en el centro histórico de Nápoles, en Italia, y es el nombre con el que se hace referencia a una zona de la ciudad correspondiente, principalmente, al barrio de Montecalvario, y a pequeñas porciones de los adyacentes barrios de San Ferdinando y Avvocata; ubicada en el punto donde, entre los siglos XVI y XVII, se encontraban los cuarteles de las guarniciones militares españolas alojadas o de paso por la ciudad.

## Historia

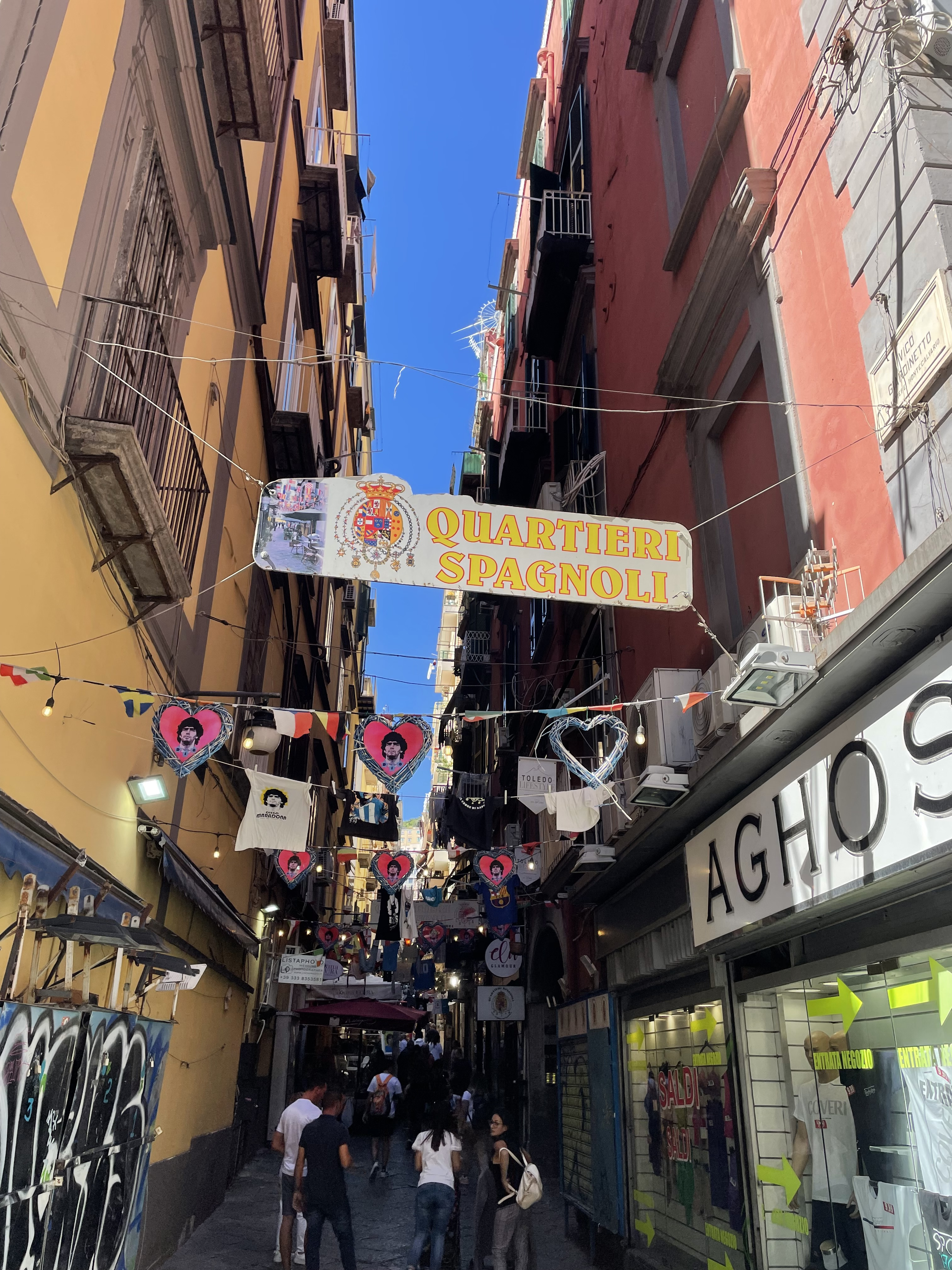
Ingreso a los Quartieri Spagnoli desde Via Toledo.

El conjunto urbanístico conocido como Quartieri Spagnoli surgió en la primera mitad del siglo XVI, a obra del arquitecto sienés Giovanni Benincasa y del napolitano Ferdinando Manlio, por voluntad del entonces virrey español de Nápoles, don Pedro de Toledo, con el objetivo de acoger las guarniciones militares españolas destinadas a la represión de posibles revueltas de la población napolitana o como residencia temporal para aquellos que pasaban por la ciudad en dirección a otros lugares de conflicto y, al mismo tiempo, como vivienda pública para los campesinos napolitanos que en aquellos años habían abandonado los campos de los alrededores para mudarse en la ciudad. A partir del siglo XVII perdió gradualmente su función militar, expandiéndose urbanísticamente y volviéndose un lugar poblado por artesanos y comerciantes, provenientes tanto de Nápoles como de las ciudades cercanas.

## Lugares de interés

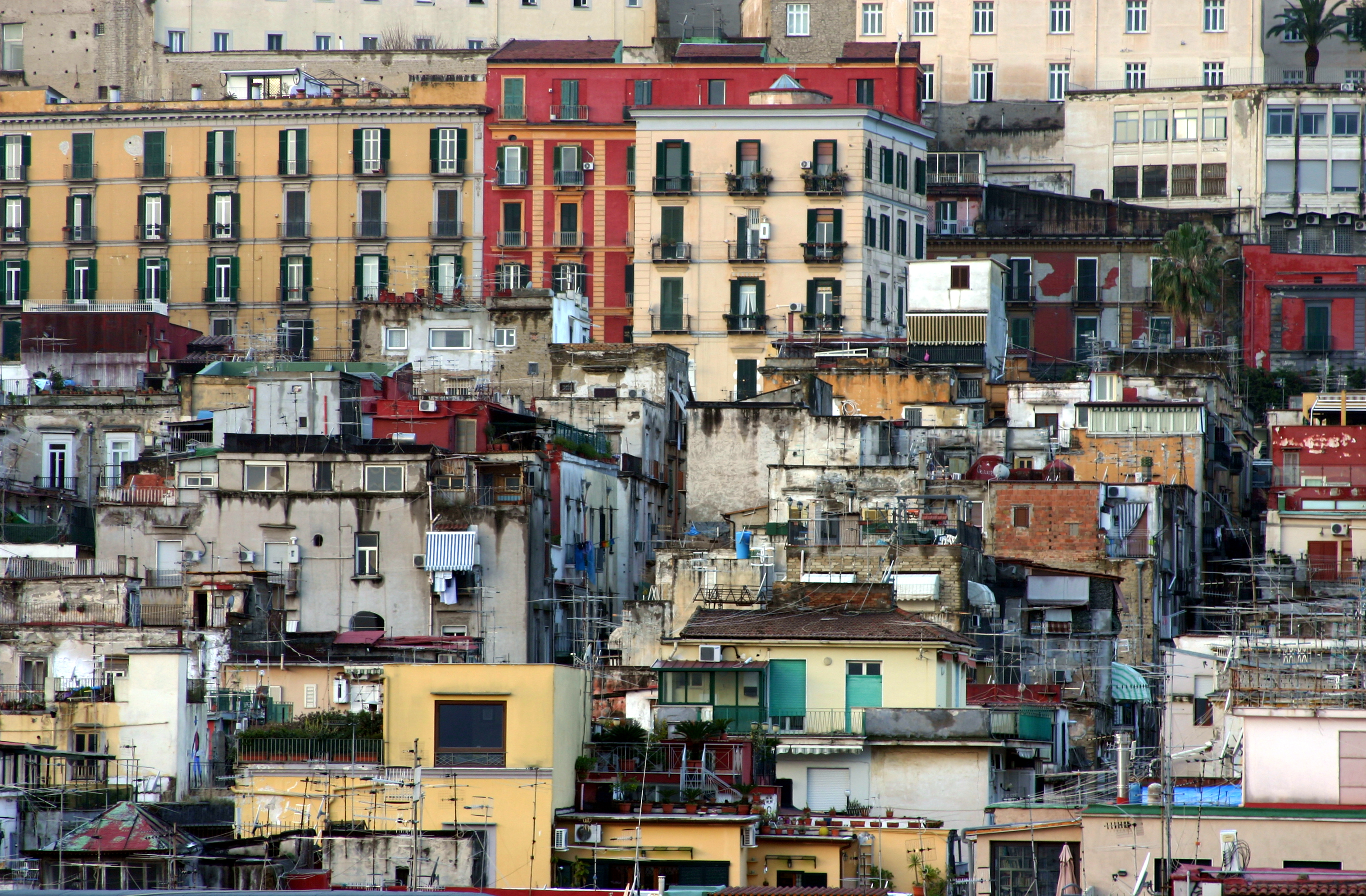
Detalle de algunos edificios de los Quartieri Spagnoli.

El barrio constituye un núcleo de relevancia histórico-artística de primer orden de la ciudad de Nápoles, que ofrece distintos rasgos de la cultura popular y el estilo de vida napolitano, como, por ejemplo, la presencia de pequeñas tiendas artesanales, los bassi napolitanos, o pequeños y oscuros callejones caracterizados por altas escaleras y la ropa tendida secándose entre los edificios. Entre los principales monumentos de interés del barrio están:
- Iglesia de la Immacolata Concezione e Purificazione di Maria de' nobili in Montecalvario
- Iglesia de San Carlo alle Mortelle
- Iglesia de San Mattia (Napoli)
- Iglesia de Santa Maria della Concezione a Montecalvario
- Iglesia de Santa Maria della Lettera
- Iglesia de Santa Maria della Mercede a Montecalvario
- Iglesia de Santa Maria Francesca delle Cinque Piaghe
- Iglesia de Sant'Anna di Palazzo
- Iglesia de Santa Maria del Rosario a Portamedina
- Iglesia de Santa Maria della Concordia
- Iglesia de Santa Maria delle Grazie a Toledo
- Complejo de Santa Maria dello Splendore
- Iglesia de Santa Maria Ognibene
- Iglesia de Santa Teresella degli Spagnoli
- Iglesia de la Trinità dei Pellegrini
- Iglesia de la Santissima Trinità degli Spagnoli
- Excavaciones de Sant'Anna di Palazzo
- Villa Adriana (Napoli)

## Los quartieri spagnoli en la actualidad
En septiembre de 2012 se abrió, cerca de los Quartieri Spagnoli, la estación Toledo de la Línea 1 del Metro de Nápoles. Durante las excavaciones para la construcción de la segunda salida de la estación, en la Piazza Montecalvario, se encontraron restos de asentamientos de la Edad del Bronce del 1500 a. C. aproximadamente. En la Piazzetta Santa Maria degli Angeli se encontraron restos de la Nápoles medieval. 
En el barrio viven actualmente unas 14 000 personas con un total de 4000 familias dispersas en una superficie de unos 800 000 metros cuadrados. A causa de la particular conformación del suelo, en los barrios históricos de la ciudad ocurren hundimientos del terreno con cierta frecuencia. En la noche entre el 22 y el 23 de septiembre de 2009, en el Vico San Carlo, probablemente a causa de las fuertes lluvias, se derrumbó la calzada, creando un abismo de casi veinte metros de longitud. Esto provocó la inmediata evacuación de algunos edificios y la clausura de la iglesia de San Carlo alle Mortelle.

## Galería de imágenes

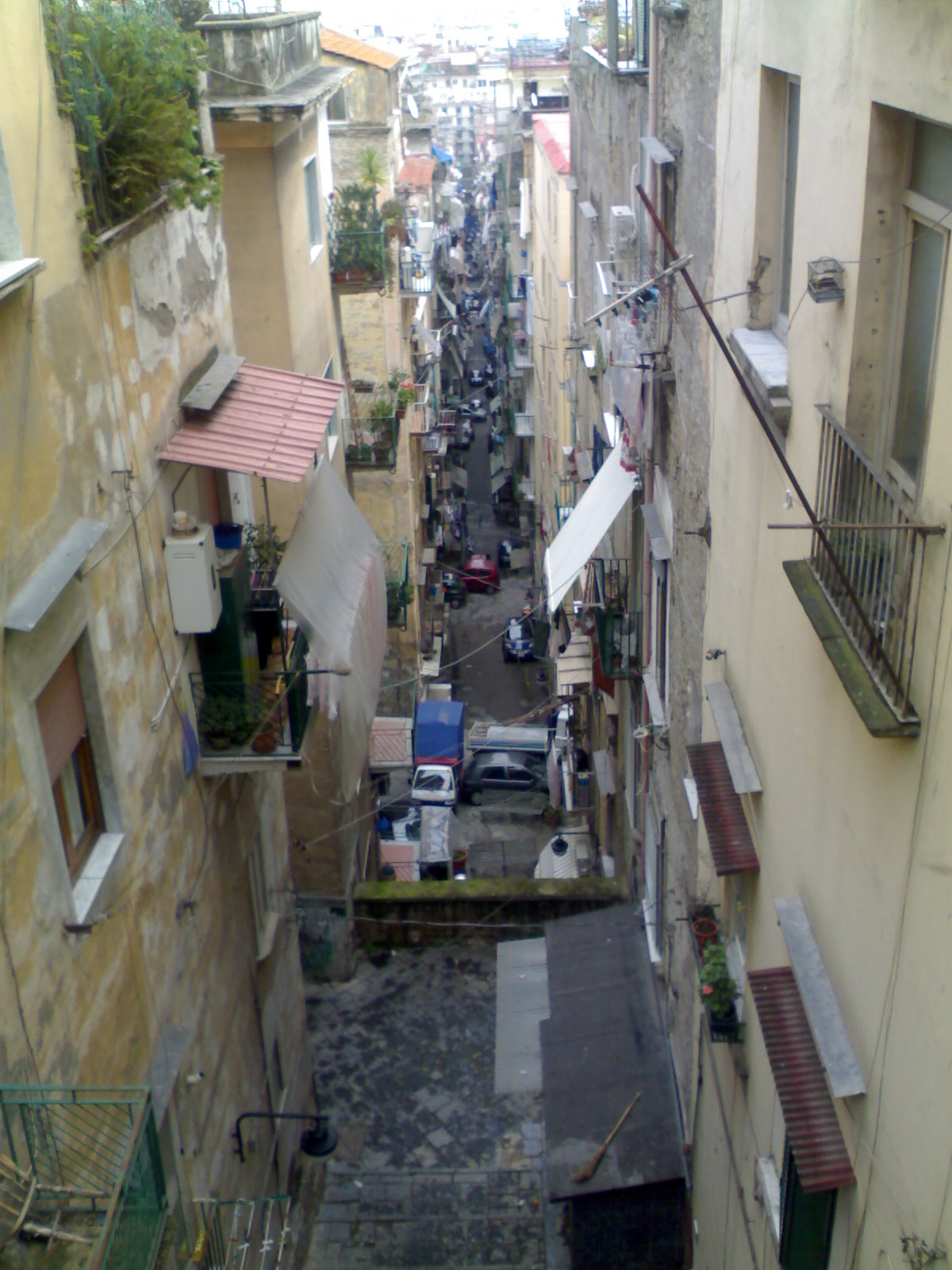
Quartieri spagnoli desde el Corso Vittorio Emanuele
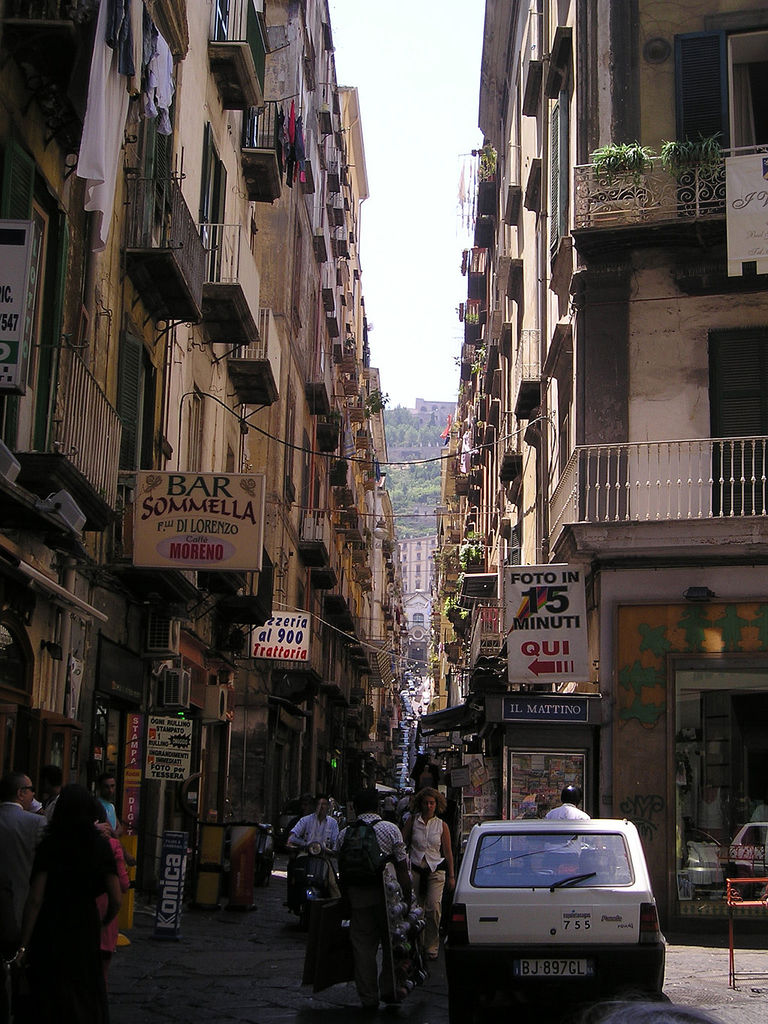
Via Pasquale Scura, calle de los Quartieri Spagnoli desde donde comienza Spaccanapoli
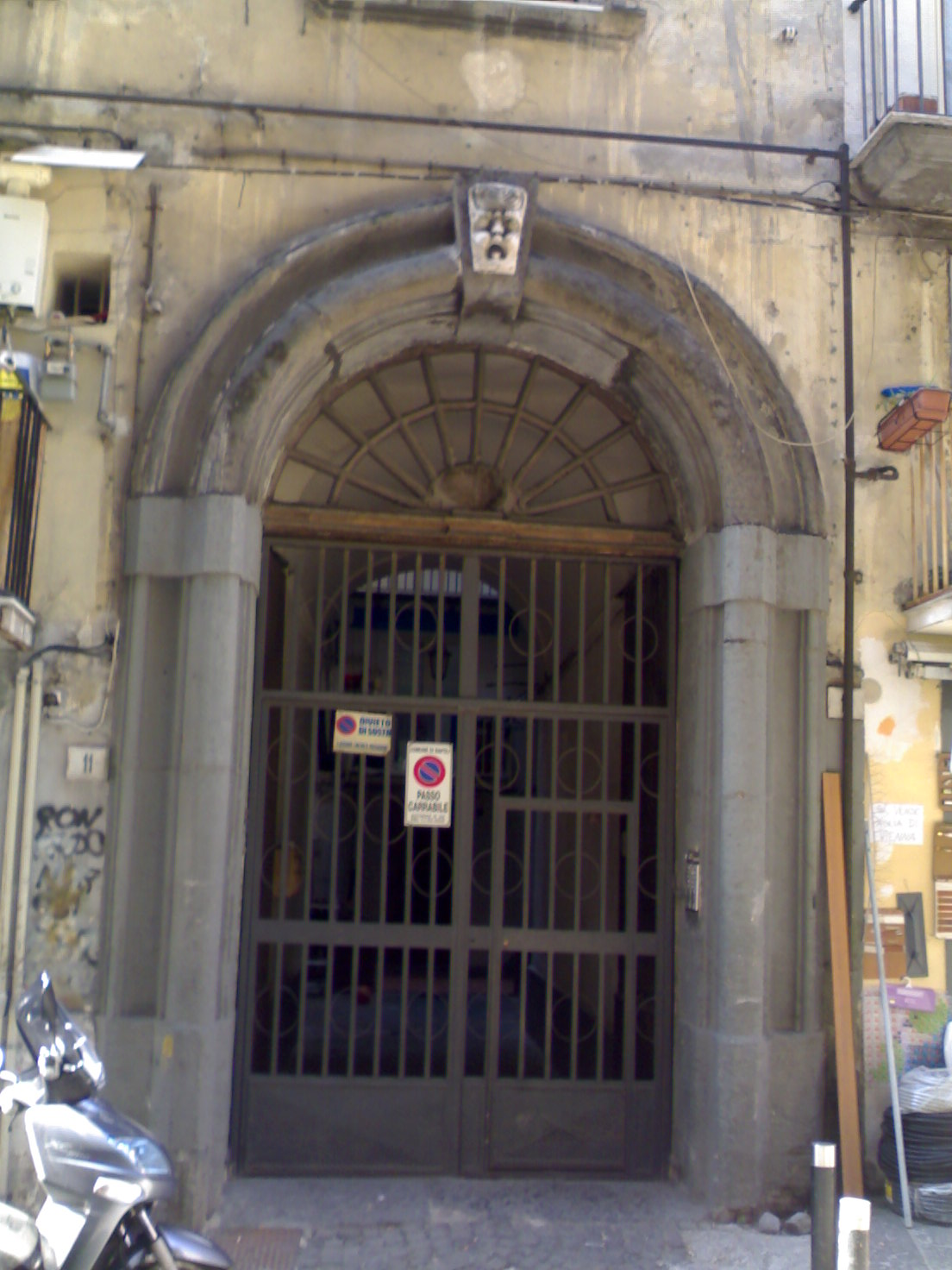
Edificios típicos de la zona
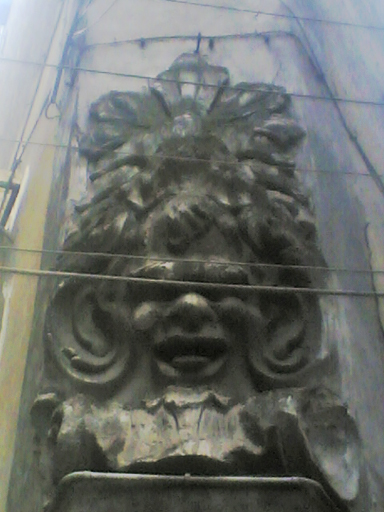
Una calle del barrio, la Via Santa Teresella degli Spagnoli
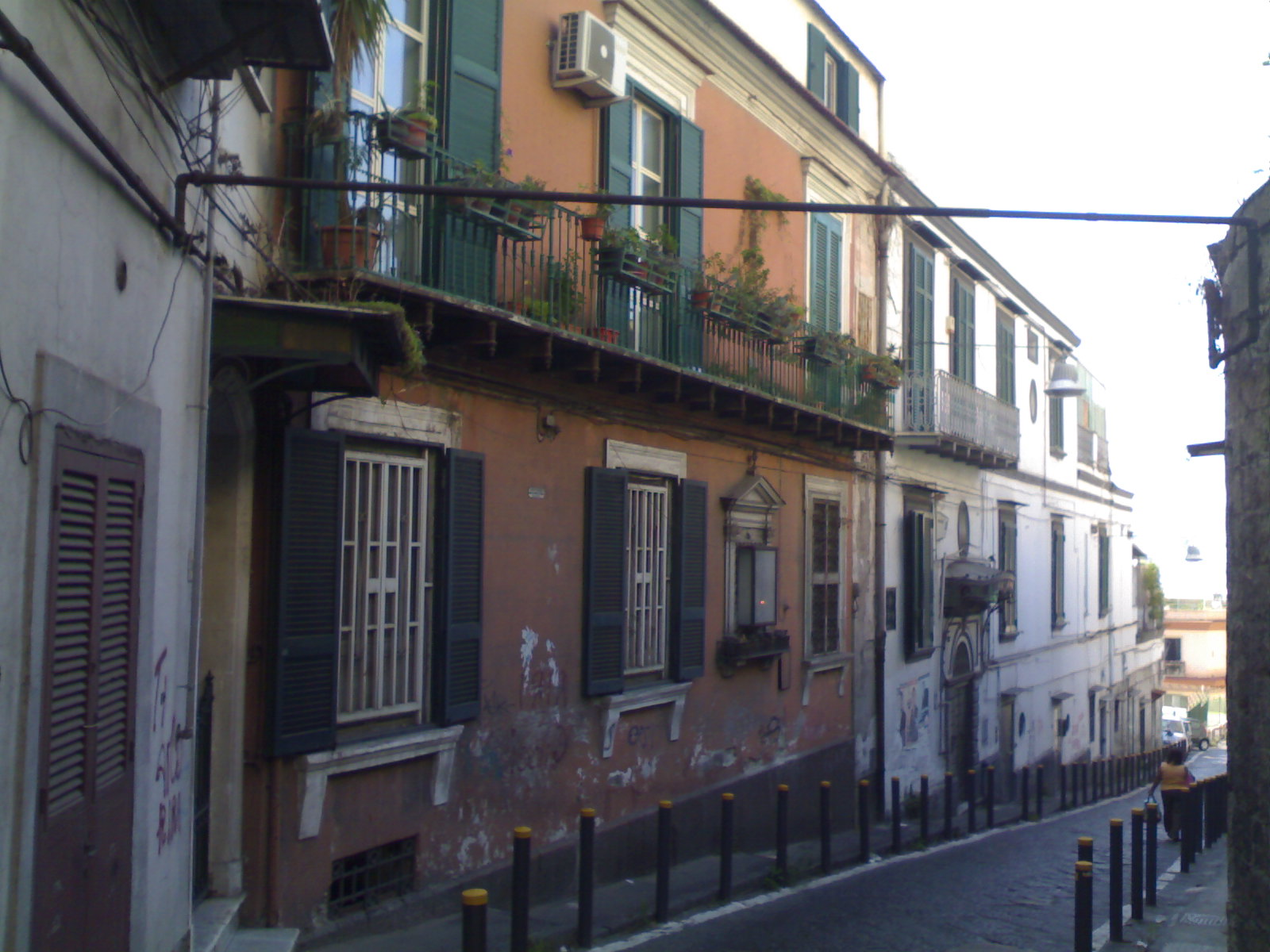
Edificios de estilo liberty